# Adolf Steinhäuser
Karl Adolf Steinhäuser (* 2. Juni 1861 in Greiz; † 8. Mai 1938 in Klosterlausnitz) war ein deutscher Richter und Politiker.

## Leben
Steinhäuser war der Sohn des Fabrikanten Karl Adolf Steinhäuser und dessen Ehefrau Hulda Henriette geborene Kaphahn aus Culmitzsch. Er war evangelisch-lutherischer Konfession und heiratete am 19. Juni 1892 in Görlitz Gertrud Amelung (* 3. Januar 1866 in Weimar; † 10. Januar 1946 in Bad Klosterlausnitz), die Tochter des Großherzoglich sächsischen Hauptmanns Karl Franz Ernst Amelung in Weimar.
Steinhäuser studierte Staats- und Rechtswissenschaften und legte 1885 das zweite Staatsexamen ab und wurde zum Gerichtsassessor ernannt. Zum 15. September 1886 wurde er mit der Ausführung staatsanwaltlicher Funktionen am Land- und Amtsgericht Greiz beauftragt. Am 1. Mai 1894 wurde er kommissarischer Staatsanwalt am Amtsgericht Greiz. Ab 1895 war er dritter Amtsrichter am Amtsgericht Greiz und später Landrichter am Landgericht Greiz, wo er 1903 Landgerichtsrat und 1907 Landgerichtsdirektor wurde. Daneben war er 1905 bis 1905 stellvertretendes Mitglied der Aufsichtsbehörde über die städtische Gemeindeverwaltung. Er war zweiter Vorsitzender des „Theatervereins“ der Stadt Greiz.
Vom 14. Dezember 1894 bis zum 11. November 1902 war er Abgeordneter im Greizer Landtag.

## Auszeichnungen
- Justizrat (1905)
- Oberjustizrat (1915)
- Fürstliches Ehrenkreuz III. Klasse (1908)
- Fürstliches Verdienstkreuz II. Klasse (1909)
- Fürstliches Verdienstkreuz II. Klasse für Kunst und Wissenschaft (1911)